# Lijst van rijksmonumenten in Olst-Wijhe
De gemeente Olst-Wijhe telt 113 inschrijvingen in het rijksmonumentenregister, hieronder een overzicht. 

## Boskamp
De plaats Boskamp telt 2 inschrijvingen in het rijksmonumentenregister.
| Object | Oorspronkelijke functie? | Bouwjaar | Architect      | Locatie    | Coördinaten?                 | Nr.?   | Afbeelding        |
| --- | ------------------------ | -------- | -------------- | ---------- | ---------------------------- | ------ | ----------------- |
| Pand over twee bouwlagen, opgetrokken in rode machinale baksteen onder een met grijze hollandse pannen gedekt zadel- en schilddak | Kerkelijke dienstwoning  | 1860     |                | Boskamp 23 | 52° 19' 54" NB, 6° 7' 48" OL | 508566 | Upload foto       |
| Sint-Willibrordkerk | Kerk en kerkonderdeel    | 1860     | H.J. Wennekers | Boskamp 25 | 52° 19' 54" NB, 6° 7' 50" OL | 508567 | Meer afbeeldingen |

## Den Nul
De plaats Den Nul telt 1 inschrijving in het rijksmonumentenregister.
| Object    | Oorspronkelijke functie? | Bouwjaar        | Architect | Locatie        | Coördinaten?                 | Nr.?  | Afbeelding |
| --------- | ------------------------ | --------------- | --------- | -------------- | ---------------------------- | ----- | ---------- |
| Dijkstoel | Magazijn                 | midden 19e eeuw |           | Rijksstraatweg | 52° 21' 12" NB, 6° 6' 25" OL | 31447 | Dijkstoel  |

## Marle
De plaats Marle telt 1 inschrijving in het rijksmonumentenregister.
| Object   | Oorspronkelijke functie?  | Bouwjaar | Architect | Locatie          | Coördinaten?                 | Nr.?  | Afbeelding        |
| -------- | ------------------------- | -------- | --------- | ---------------- | ---------------------------- | ----- | ----------------- |
| De Vlijt | Industrie- en poldermolen | 1887     |           | Marledijk bij 17 | 52° 24' 27" NB, 6° 7' 38" OL | 39656 | Meer afbeeldingen |

## Olst
De plaats Olst telt 36 inschrijvingen in het rijksmonumentenregister. Zie Lijst van rijksmonumenten in Olst voor een overzicht.

## Welsum
De plaats Welsum telt 12 inschrijvingen in het rijksmonumentenregister. Zie Lijst van rijksmonumenten in Welsum voor een overzicht.

## Wesepe
De plaats Wesepe telt 4 inschrijvingen in het rijksmonumentenregister.
| Object                                                                                | Oorspronkelijke functie? | Bouwjaar                                          | Architect | Locatie                     | Coördinaten?                  | Nr.?   | Afbeelding                                                                            |
| ------------------------------------------------------------------------------------- | ------------------------ | ------------------------------------------------- | --------- | --------------------------- | ----------------------------- | ------ | ------------------------------------------------------------------------------------- |
| Woonhuis met rieten schilddak                                                         | Dienstwoning             | 18e-19e eeuw (schuur)                             |           | Dominee E Kreikenlaan 1     | 52° 19' 49" NB, 6° 12' 57" OL | 31454  | Woonhuis met rieten schilddak                                                         |
| Nicolaaskerk                                                                          | Kerk en kerkonderdeel    | 14e eeuw                                          |           | Dominee E Kreikenlaan 3     | 52° 19' 48" NB, 6° 12' 58" OL | 31455  | Meer afbeeldingen                                                                     |
| Toren van de Nicolaaskerk                                                             | Kerk en kerkonderdeel    | 14e eeuw (bouw) laatste helft 17e eeuw (verhoogd) |           | Dominee E Kreikenlaan bij 3 | 52° 19' 48" NB, 6° 12' 58" OL | 31456  | Meer afbeeldingen                                                                     |
| Terrein met daarin resten van een nederzetting en ijzerproductie uit de romeinse tijd | Archeologisch monument   | Romeinse tijd                                     |           |                             | 52° 20' 1" NB, 6° 13' 24" OL  | 527014 | Terrein met daarin resten van een nederzetting en ijzerproductie uit de romeinse tijd |

## Wijhe
De plaats Wijhe telt 57 inschrijvingen in het rijksmonumentenregister. Zie Lijst van rijksmonumenten in Wijhe voor een overzicht.
Almelo ·
Borne ·
Dalfsen ·
Deventer ·
Dinkelland ·
Enschede ·
Haaksbergen ·
Hardenberg ·
Hellendoorn ·
Hengelo ·
Hof van Twente ·
Kampen ·
Losser ·
Oldenzaal ·
Olst-Wijhe ·
Ommen ·
Raalte ·
Rijssen-Holten ·
Staphorst ·
Steenwijkerland ·
Tubbergen ·
Twenterand ·
Wierden ·
Zwartewaterland ·
Zwolle